# Adenophora maximowicziana
Adenophora maximowicziana är en klockväxtart som beskrevs av Tomitaro Makino. Adenophora maximowicziana ingår i släktet kragklockor, och familjen klockväxter. Inga underarter finns listade i Catalogue of Life.